# Publi Sulpici Ruf (tribú)
Publi Sulpici Ruf (o Rufus; llatí: Publius Sulpicius Rufus) va ser un magistrat romà. Va néixer el 124 aC. Era un dels més destacats oradors del seu temps, i Ciceró l'elogia sovint. Les seves decisions polítiques, variables, el van portar a ser declarat enemic de l'estat i a morir a mans d'un esclau.

## Orador

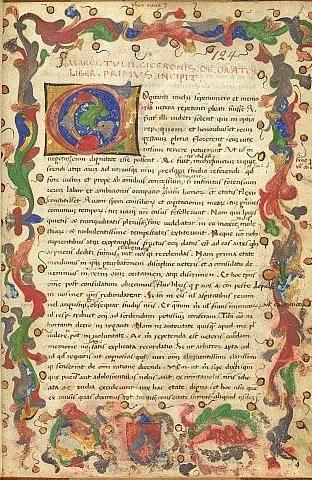
Manuscrit il·luminat del, del llibre De oratore, en la qual un dels protagonistes és Sulpici

Les seves qualitats com a orador van ser elogiades per Ciceró, el qual es va inspirar en ell per escriure un diàleg anomenat De oratore, que tractava sobre l'art de la retòrica. Ciceró afirmava que era el més gran orador del seu temps, i al seu costat, Cotta es veia mediocre. Sulpici era el més digne i tràgic orador que mai havia sentit, amb veu poderosa, al mateix temps dolça i clara, acompanyava els seus discursos amb moviments gràcils, fent servir un llenguatge ràpid i fluid. Això no obstant, li mancava una mica de cultura general, ja que no li van donar gaires estudis. El seu model va ser Luci Licini Cras.

## Carrera política
Inicialment, era partidari dels optimats i ja de jove va adquirir influència. Va ser íntim amic de Marc Livi Drus, en oposició als Gracs (Tiberi i Gai). El 94 aC va acusar de majestas a Gai Norbà el turbulent tribú de la plebs, que va ser defensat per Marc Antoni l'orador i absolt.
Va iniciar el cursus honorum amb el càrrec de qüestor el 93 aC, legat del cònsol Gneu Pompeu Estrabó a la guerra social (89 aC), i tribú de la plebs el 88 aC.
Com a tribú es va oposar a la candidatura a cònsol de Cèsar Estrabó, per voler-se presentar al càrrec sense haver estat pretor.
L'any 88 aC eren cònsols Luci Corneli Sul·la i Quint Pompeu Rufus. Aquest darrer era amic personal de Sulpici Ruf. Ruf, amb bona entesa amb el seu col·lega Publi Antisti, va defensar les posicions dels optimats, els quals s'oposaven al retorn dels desterrats per la llei Cornelia de proscriptiones et proscriptis. Però al cap d'unes setmanes o mesos Sulpici es va aliar a Gai Màrius i va esdevenir un dels caps dels populars. Les causes d'un canvi tan radical no són conegudes però la sospita és que estava carregat de deutes i que Màrius el va subornar amb diners i promeses. Sulpici va presentar algunes rogatio en favor de les tesis de Màrius i contra Sul·la.
Els cònsols Sul·la i Pompeu Rufus van intentar obstruir l'aprovació d'aquesta proposta amb la proclamació de la suspensió de tota activitat política. Sulpici, llavors va envair el fòrum amb bandes armades cercant Pompeu Rufus i va fer degollar el seu fill que s'estava resistint. Llavors Sul·la es va veure obligat a renunciar a la suspensió de la democràcia, mentre que Pompeu Rufus va fugir a Nola.
Màrius va rebre el comandament de la guerra contra Mitridates VI Eupator i llavors Sul·la, que s'havia reunit amb Pompeu Ruf i un l'exèrcit a Nola, va avançar cap a Roma i la va ocupar. Mari, Sulpici i deu altres caps populars van ser declarats enemics públics. Màrius va poder arribar a Àfrica però Sulpici va ser descobert amagat a una vil·la de Laurèntum i executat. L'esclau qui el va trair va ser recompensat amb la llibertat i tot seguit assassinat (se'l va tirar des de la roca Tarpeia).